# Cornish Yarg

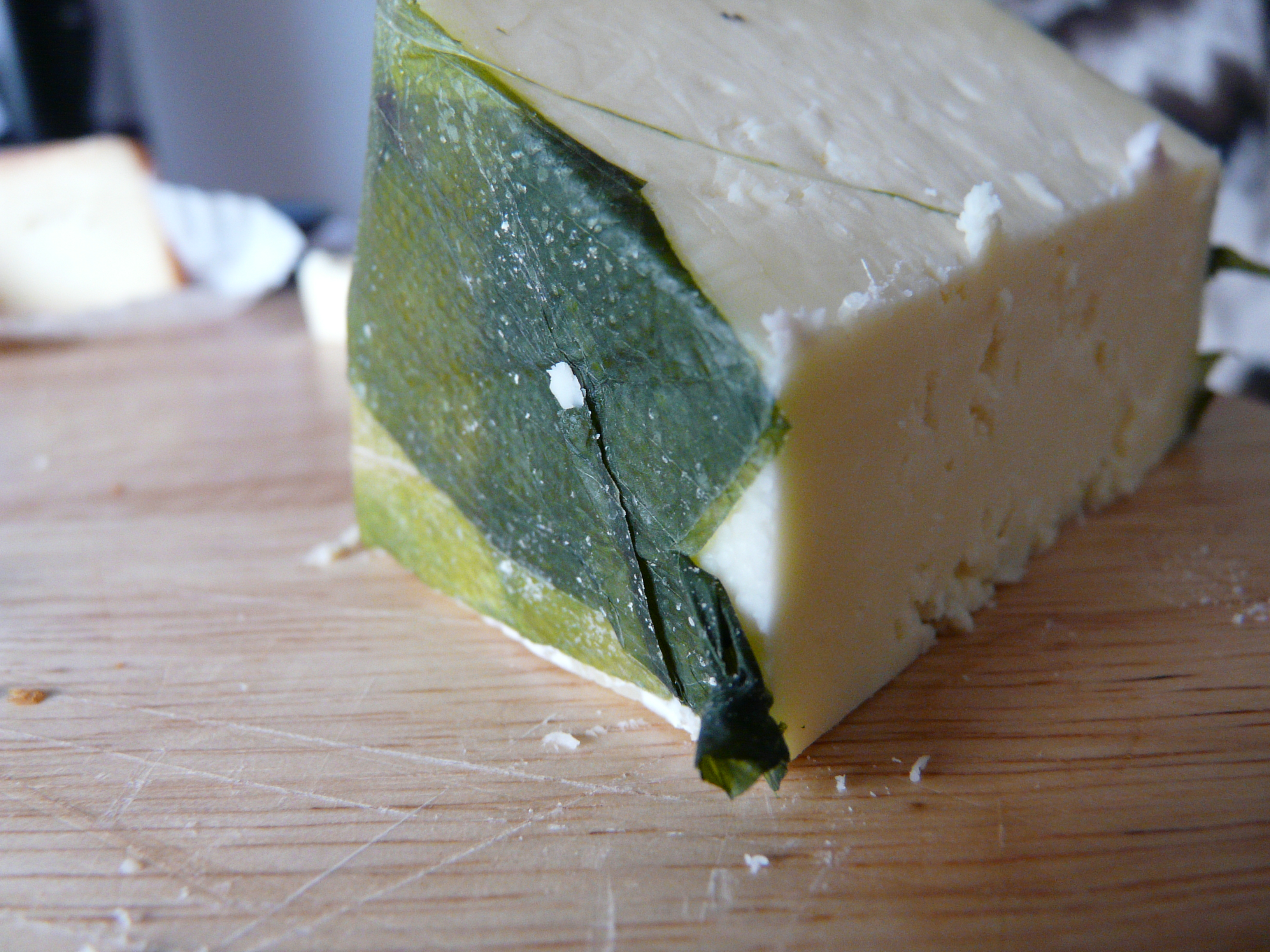
Ein sehr junger Garlic Yarg, ein mit Bärlauchblättern ummantelter Yarg

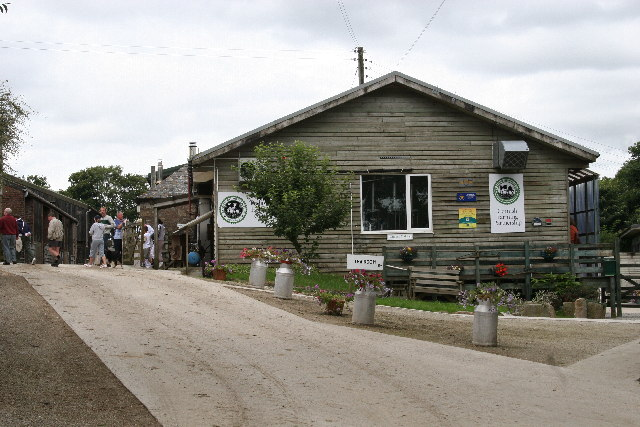
Die Lynher Dairy, heute die einzige Produktionsstätte des Cornish Yarg

Cornish Yarg oder nur Yarg ist ein halbfester Schnittkäse aus pasteurisierter Kuhmilch, der  in Cornwall hergestellt wird.

## Entwicklung
Seit den frühen 1980er Jahren wurde der Yarg auf verschiedenen Farmen hergestellt, seit einigen Jahren wird er jedoch ausschließlich auf der Lynher Dairy in der Nähe von Truro produziert. Entwickelt wurde der Käse, der in der Tradition sehr alter Käsesorten wie des Caerphilly und des Wensleydale steht, von der Farmerfamilie Gray, die allerdings nur für den Hausbedarf und Hofverkauf produzierte. Sie verkaufte die Rezeptur an die benachbarte Farmerfamilie Horrell, die mit dem Aufbau einer modernen Käserei begann und den Käse bald überregional vermarktete. Heute ist die Käserei im Besitz der Familie Mead. Die Milch stammt von einer Herde von etwa 500 Holsteiner Kühen in die nach und nach andere Rassen, vor allem Jersey and Ayrshire eingekreuzt wurden. Die Besonderheit dieses Käses ist seine Ummantelung mit Brennnesselblättern.
Der keltisch klingende Name Yarg ist bedeutungslos. Er wurde von den Horrells kreiert, die damit auch die wahren Entwickler dieses Käses ehrten, denn „Yarg“ entspricht einfach dem rückwärts geschriebenen „Gray“.

## Herstellung
Der Yarg wird aus pasteurisierter Kuhmilch der eigenen Herde hergestellt. Die Kühe grasen während des gesamten Jahres auf den Weideflächen, im Winter wird mit Heu zugefüttert. Silage wird nicht verwendet.
Die Herstellung gleicht weitgehend der eines Caerphilly. Der Bruch wird gemahlen in etwa 9 Pfund schwere Laibe gepresst, 24 Stunden in Salzlake gelegt und danach 48 Stunden zum Abtrocknen luftig ausgelegt. Danach werden die sterilisierten Brennnesselblätter konzentrisch von innen nach außen aufgelegt und die Laibe anfangs mehrmals mit einer Weißschimmelkultur besprüht. Seine Verkaufsreife erreicht der Käse nach 3 bis 6 Wochen.

## Charakteristik
Die Laibe des Yarg haben etwa einen Durchmesser von 28 cm, eine Höhe von 9 cm und wiegen je nach Reifegrad etwas mehr als 3 kg. Die essbare, weiche Rinde ist graugrün, vor allem an den Rändern der Brennnesselblätter vom Schimmel weiß gerandet. Der Teig ist unter der Rinde cremig gelblich und bei jungen Yargs zur Mitte hin weißlicher und von etwas krümeliger Struktur. Bei zunehmender Reife wird der Teig intensiver gelblich und cremiger. Der Fettgehalt des Käses liegt bei etwa 45 %.
Ausgereifte Cornish Yarg sind milde, sehr ausbalancierte Käse ohne vordergründige Geschmacksnuance. Der Brennnesselgeschmack ist spürbar, aber nicht aufdringlich. Sehr junge Käse können unausgewogen und scharf sein.
Der Yarg weist ausgezeichnete Schmelzeigenschaften aus, sodass er sich für Nudelgerichte, als Pizza oder Baguettebelag oder als Gratinkäse hervorragend eignet.

## Sonstiges
Außer dem mit Brennnesselblättern ummantelten klassischen Yarg kommt noch ein Garlic Yarg in den Handel. Dieser ist mit Bärlauchblättern bedeckt und weist eine dezente Knoblauchnote auf.
Der Cornish Yarg zählt heute im Vereinigten Königreich zu den bekannteren Käsesorten. Er wird weltweit exportiert und gewinnt vor allem in den USA zunehmend an Beliebtheit. Die Jahresproduktion liegt zurzeit bei etwa 200 Tonnen.